# Kluziště (album)
Kluziště (2000) je čtvrtým studiovým albem Karla Plíhala. Nahrál na něj 24 písní, z nichž většina jsou do té doby nevydané písně již z 80. let 20. století. Obsahuje také píseň Josefa Kainara Diga diga do, která vyšla později i na Plíhalově albu Kainarových písní Nebe počká (2004). Album oproti tomu neobsahuje Plíhalovu píseň Kluziště z jeho debutového alba.

## Seznam písní
| Pořadí | Název                            | Délka |
| ------ | -------------------------------- | ----- |
| 1.     | Ve skříni                        | 2:40  |
| 2.     | Mám príma den                    | 2:06  |
| 3.     | Myš                              | 2:56  |
| 4.     | Hádej, kdo mi píše               | 2:00  |
| 5.     | Podzim                           | 2:55  |
| 6.     | Když na pavouka sedne blues      | 1:41  |
| 7.     | Milej pane Dänikene              | 2:32  |
| 8.     | Víla                             | 1:35  |
| 9.     | Prodavač slonů                   | 2:04  |
| 10.    | Intelektuálky                    | 0:25  |
| 11.    | Dáša křičí ze spaní              | 1:59  |
| 12.    | Brej den                         | 1:32  |
| 13.    | Utekl jsem od manželky k mamince | 2:13  |
| 14.    | Vodník                           | 1:42  |
| 15.    | O maceškách a tak                | 1:33  |
| 16.    | Dnes se mi o tobě zdálo          | 1:27  |
| 17.    | Morseovka                        | 1:49  |
| 18.    | Času je málo                     | 3:33  |
| 19.    | Diga diga do                     | 2:03  |
| 20.    | Levitační                        | 2:56  |
| 21.    | Výlet                            | 2:07  |
| 22.    | Průvan                           | 1:46  |
| 23.    | Nultá hodina                     | 2:24  |
| 24.    | V kině                           | 2:39  |